# Satyrus bipunctans
Satyrus bipunctans är en fjärilsart som beskrevs av Victor Ivanovitsch Motschulsky 1860. Satyrus bipunctans ingår i släktet Satyrus och familjen praktfjärilar. Inga underarter finns listade.